# Österreichische Schiffswerften AG

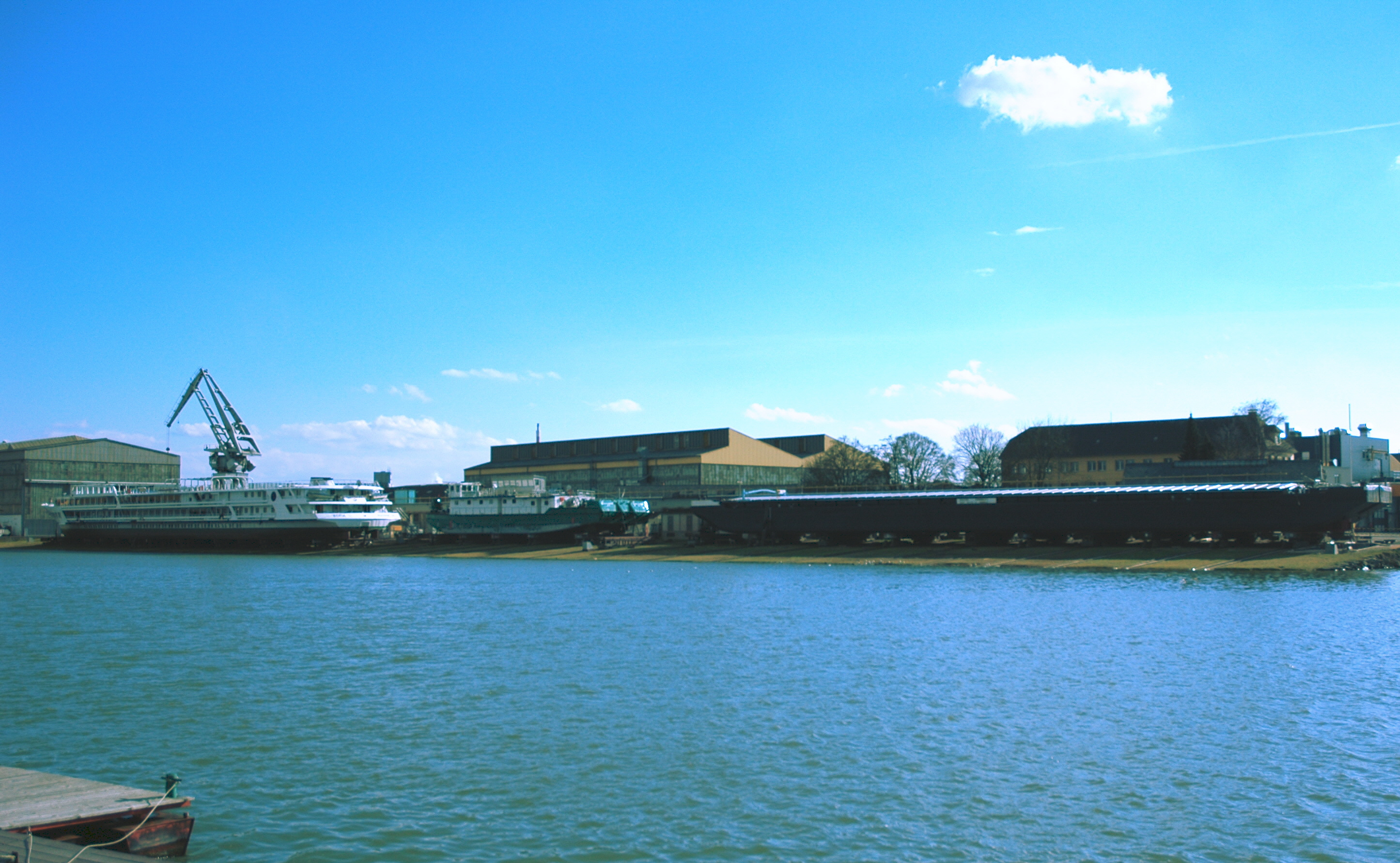
Стапель верфи ÖSWAG в Линце с тремя находящимися в стадии строительства судами

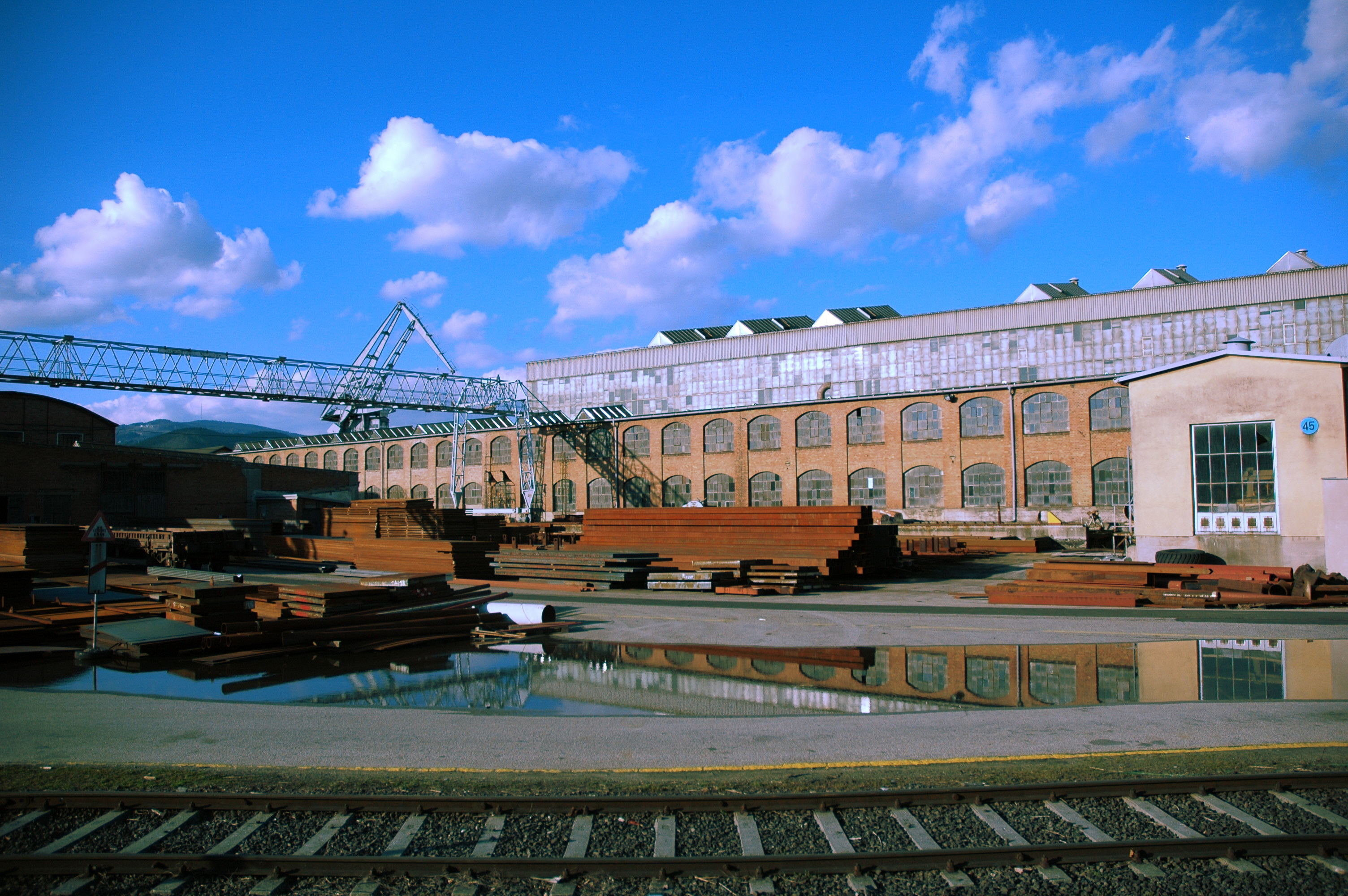
Старый и новый корпус (на заднем плане)

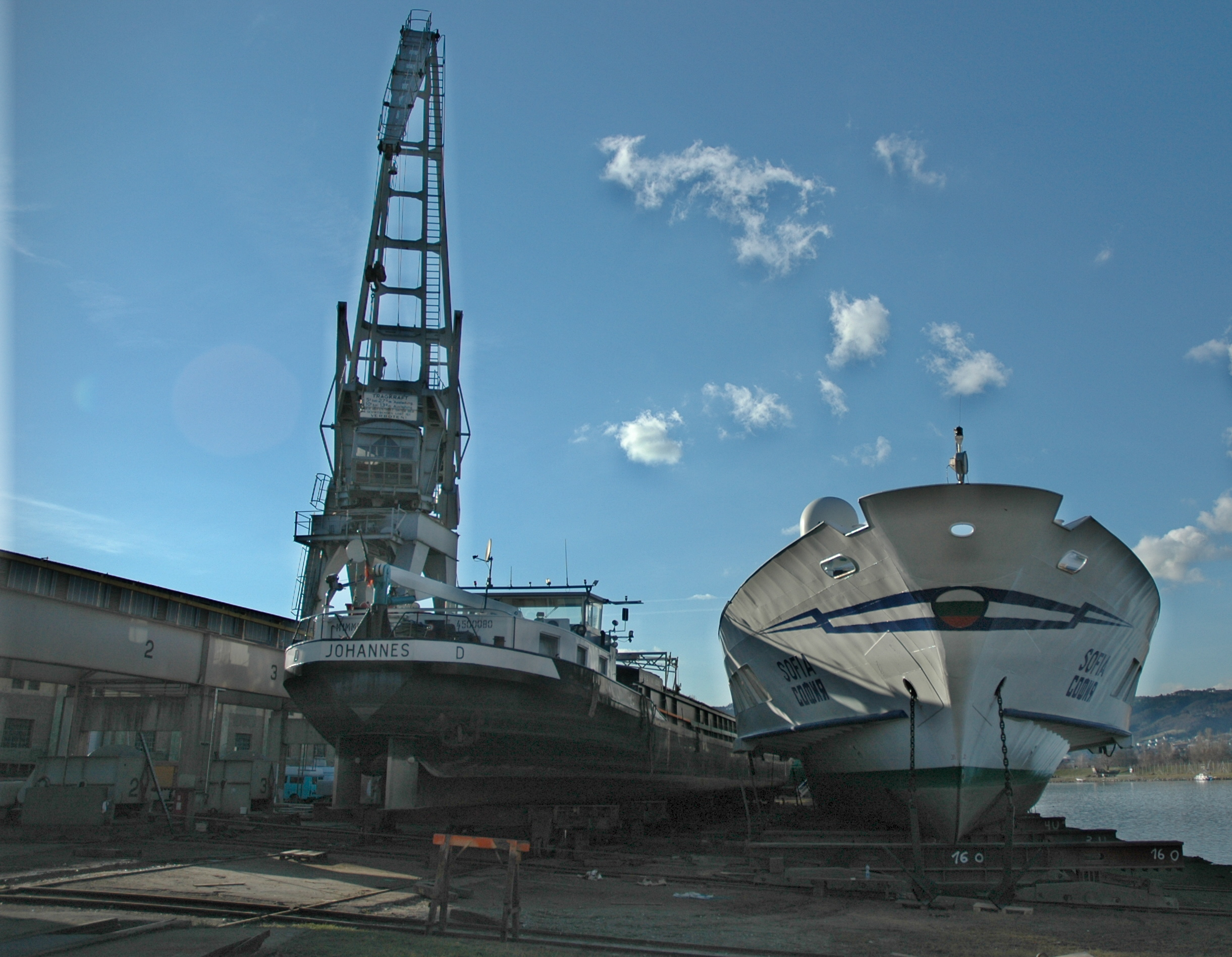
Стапель с находящимися в стадии строительства пассажирским и грузовым судном

Österreichische Schiffswerften AG (ÖSWAG) — судостроительная компания, расположенная в Линце на Дунае. Помимо основного размещения в порту Линца фирма обладает ещё мощностями в Фуссахе в Форарльберге. В ÖSWAG с годовым оборотом 12 миллионов евро занято 98 человек. С момента основания предприятия в 1840 году и почти до приватизации в 1990‑м в Линце со стапелей было спущено на воду более 1467 судов.

## История
Линцеская верфь была основана в 1840 году Игнацом Майером. Уже в первый год с момента основания была построена первая стальная дунайская баржа. В 1894 году число работников возросло до 650 человек. 24 июня 1938 года верфь стала первым предприятием военной промышленности в Верхней Австрии и впоследствии было присоединено к заводам Германа Геринга — Hermann-Göring-Werke. В 1946 году предприятие было национализировано.
В 1974 году Линцеская верфь с насчитывающей 650 работников судоверфью Корнойбург (Schiffswerft Korneuburg) стали акционерным обществом Österreichische Schiffswerften AG Linz Korneuburg в составе национализированного концерна voestalpine. С этого момента началось наращивание экспорта и исполнялись заказы: большие и малые для Советского Союза, Федеративной Республики Германия, Греции, Эквадора, Египта, Саудовской Аравии, Нигерии, Румынии, Ливии, Ирака, Индонезии и Ливана.
До 1991 году бизнес шёл как по маслу в первую очередь благодаря многочисленным заказам из СССР. Однако после падения железного занавеса в 1991 году заказы из Восточной Европы прекратились. Ещё в этом же году Корнойбургская верфь была продана частным инвесторам и в 1994 году была закрыта. С тех пор у предприятия нынешнее название. В 1992 году ÖSWAG была приватизирована и продана фирме Auricon Beteiligungs AG. В то же самое время было выделено подразделение ÖSWAG Maschinenbau и до сих пор занимается мелкими заказами и монтажом на территории верфи. Число работников из-за отсутствия заказов в 1993 году упало с 300 до 100 человек. Положение с заказами несколько улучшилось после переориентации предприятия на внутренний европейский рынок, что позволило ÖSWAG выжить.

## Производство
ÖSWAG имеет в Линце производственный корпус для строительства судов длиной 140 м и шириной 35 м, в который можно загонять суда шириной до 15,5 м для перестройки, модернизации, ремонта или нового строительства в течение круглого года.
Строятся как на открытом воздухе, так и под крышей пассажирские суда каботажного плавания, буксиры-толкатели, патрульные катера, большие яхты, грузовые суда и лодки-косилки для удаления водорослей.
К самым видным проектам ÖSWAG без сомнения относится построенное незадолго до закрытия Корнойбургской судоходной верфи в 1993 году судно-школа для венской гимназии — Bertha von Suttner-Gymnasium. Стали гордостью советского речного флота выпущенные на верфях суда проектов Q-040, Q-040A, Q-056, Q-065 Vindobona (1979), Boppard ранее Ostarrichi (1996). Для швейцарской судоходной компании Zürichsee Schifffahrtsgesellschaft к 2006 году было построено судно Panta Rhei на 700 пассажиров, мизерной длины — 54 метра; его окончательная сборка осуществлялась в Цюрихе.

## Суда для Советского Союза

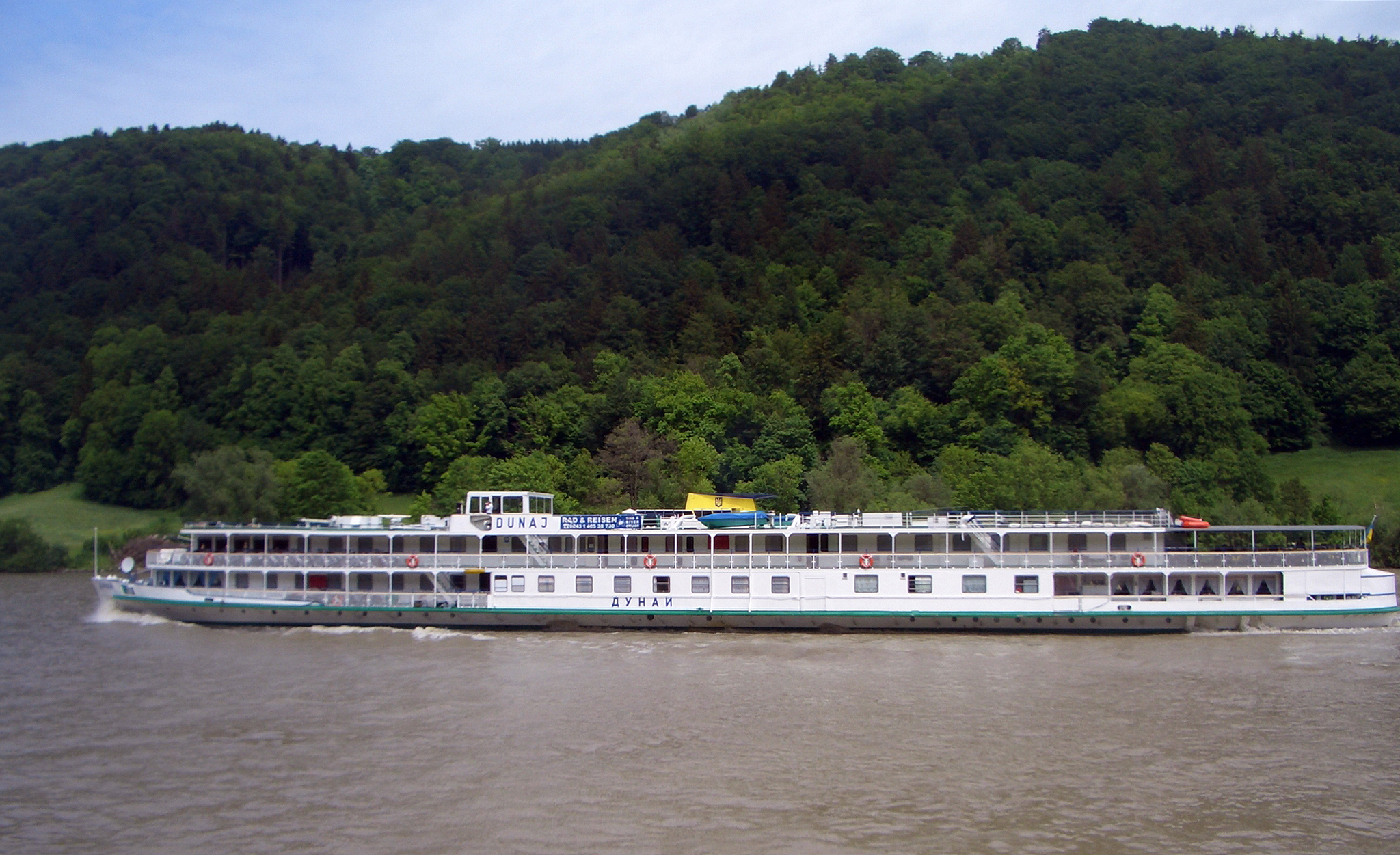
«Дунай» недалеко от Пассау — проект Q-003
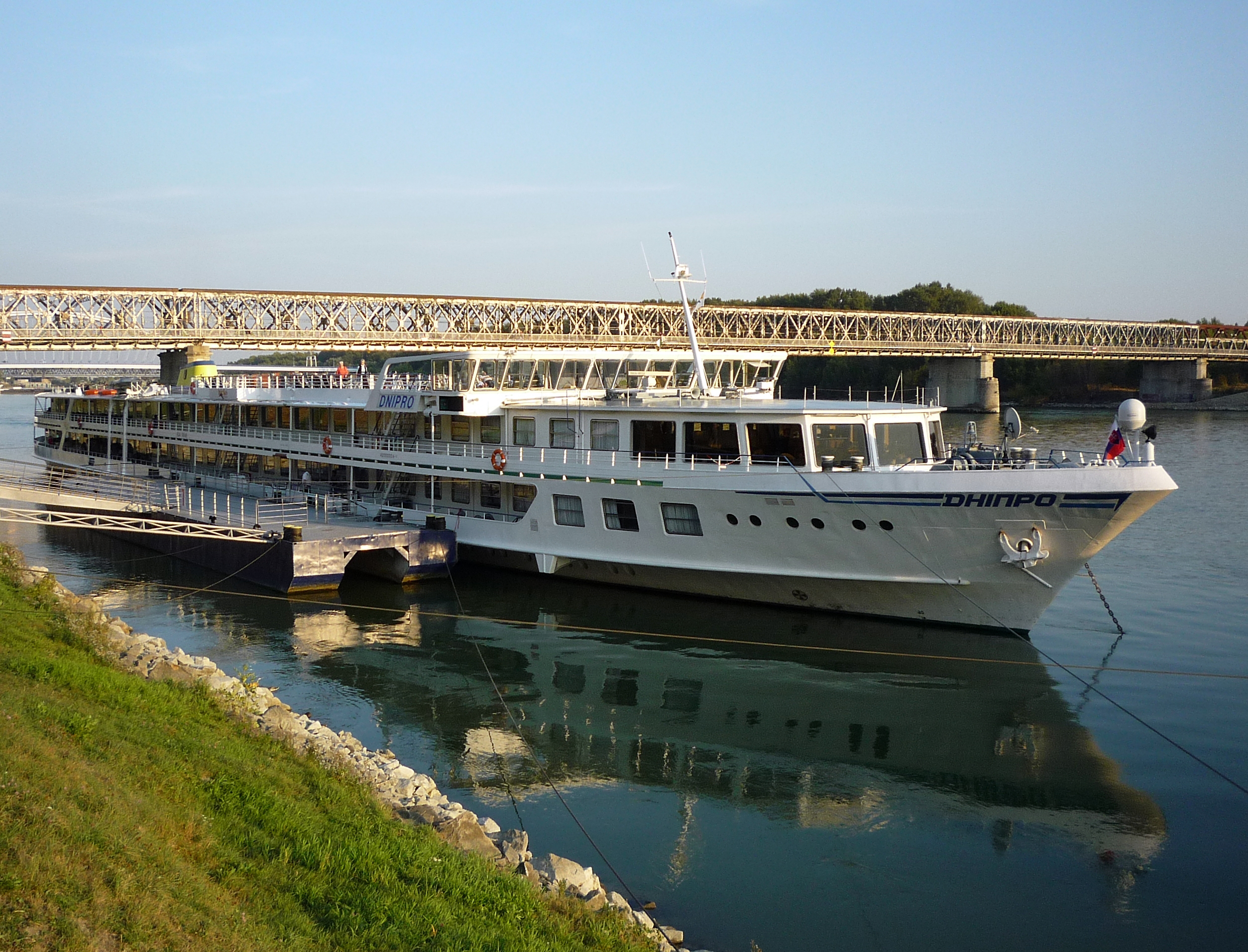
«Дніпро» на Дунае — проект Q-031
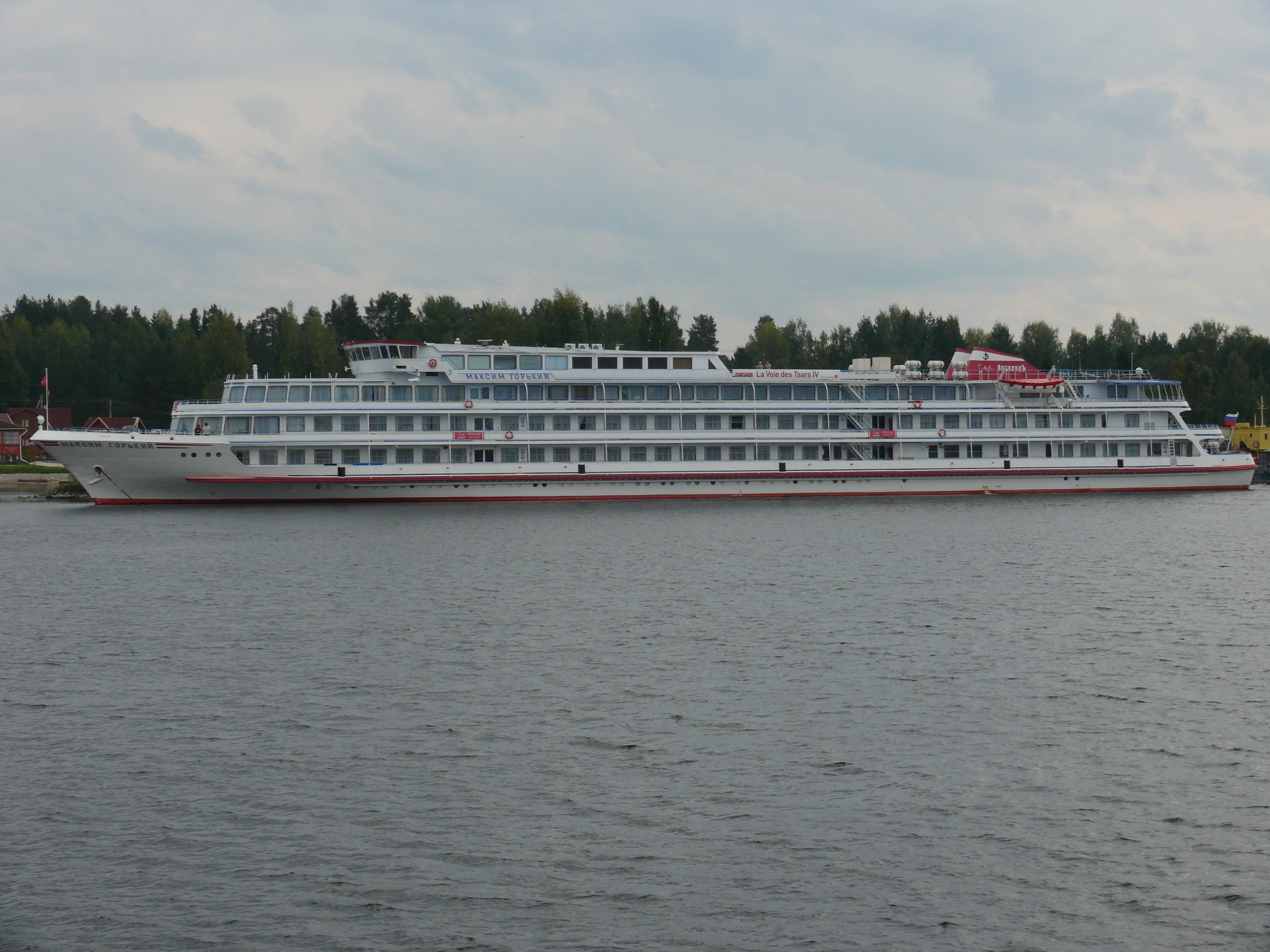
«Максим Горький» — проект Q-040
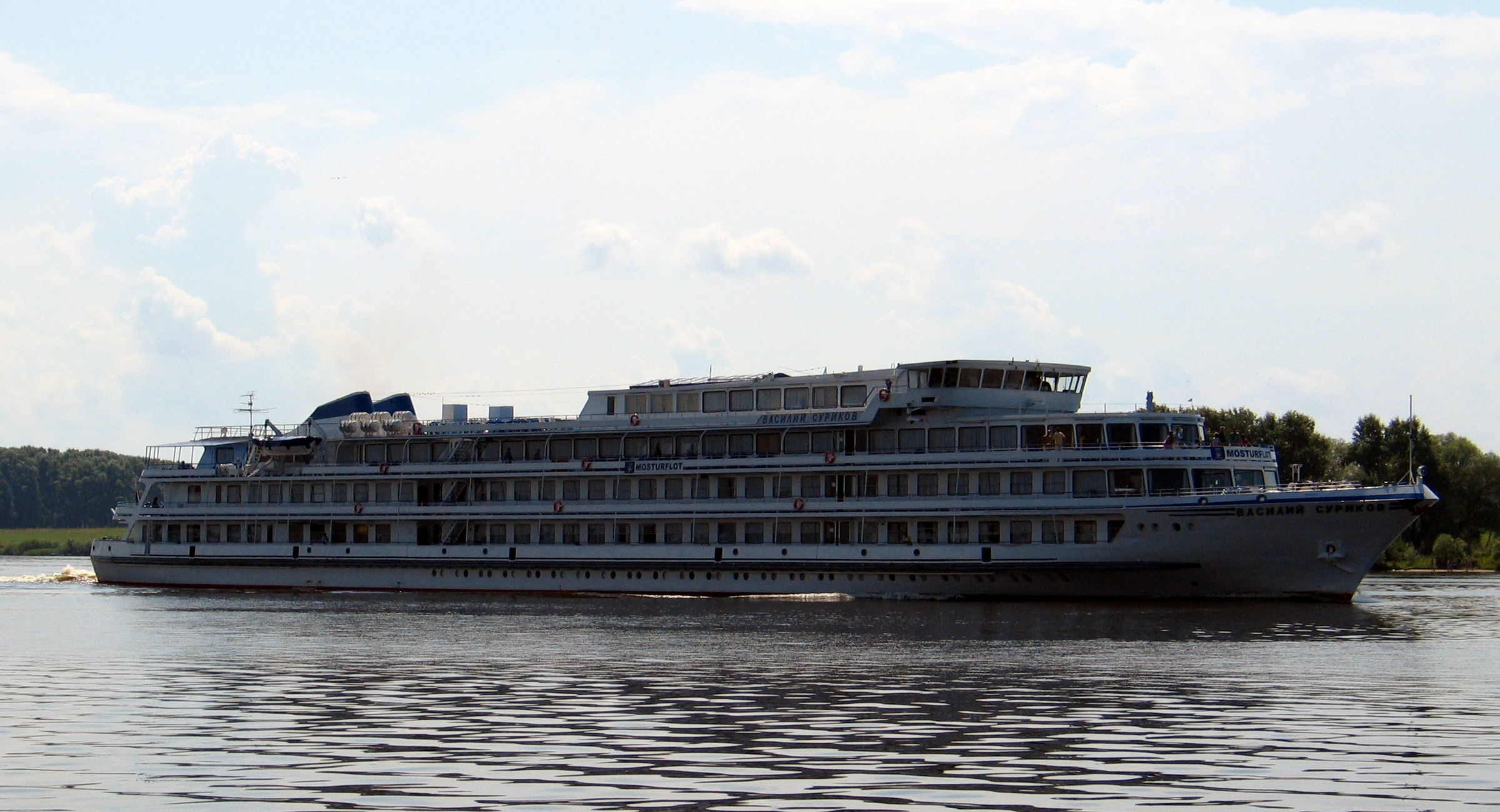
«Василий Суриков» — проект Q-040A
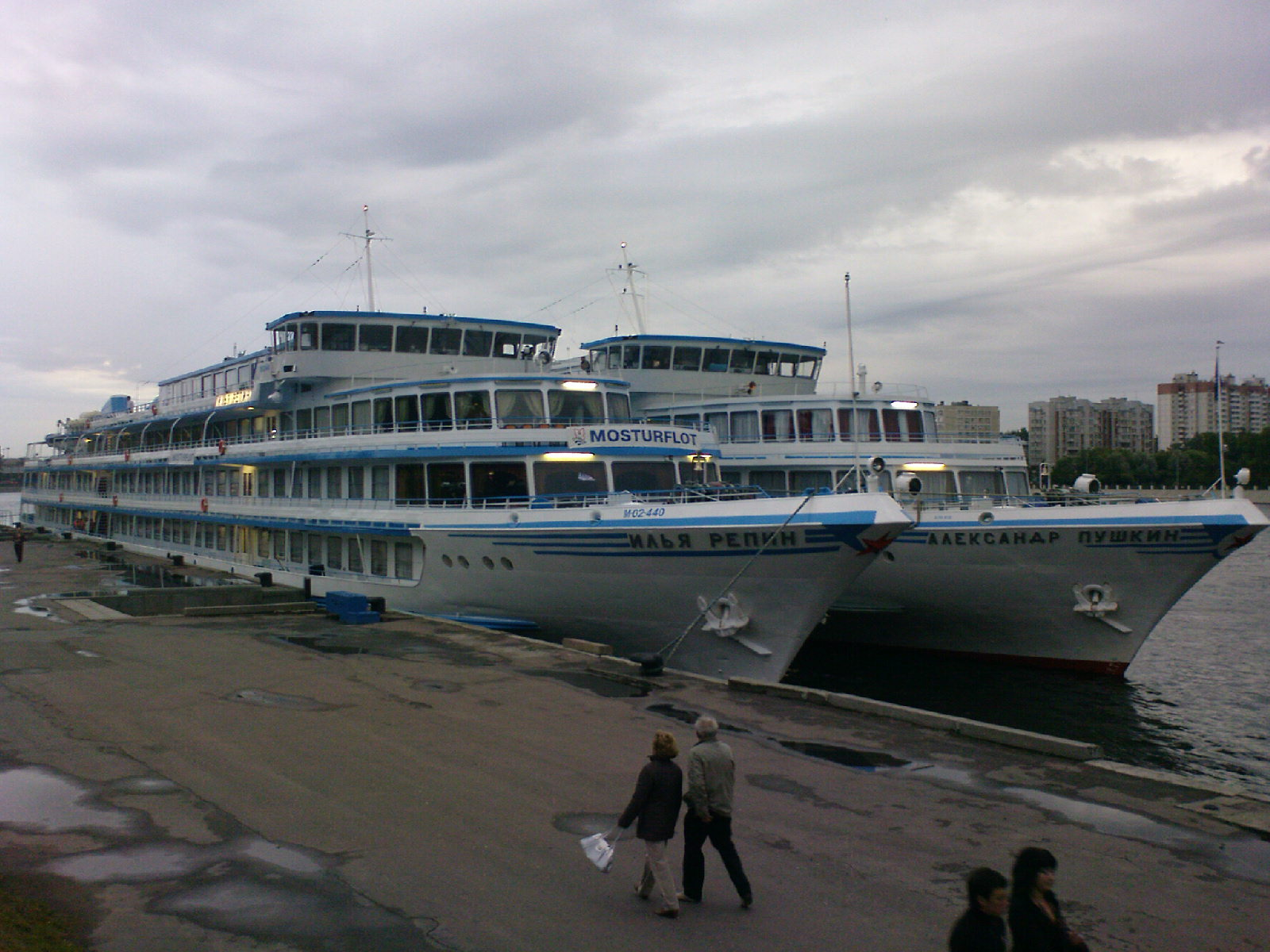
«Илья Репин» вместе с «Александром Пушкиным» — проекты Q-040A и Q-040
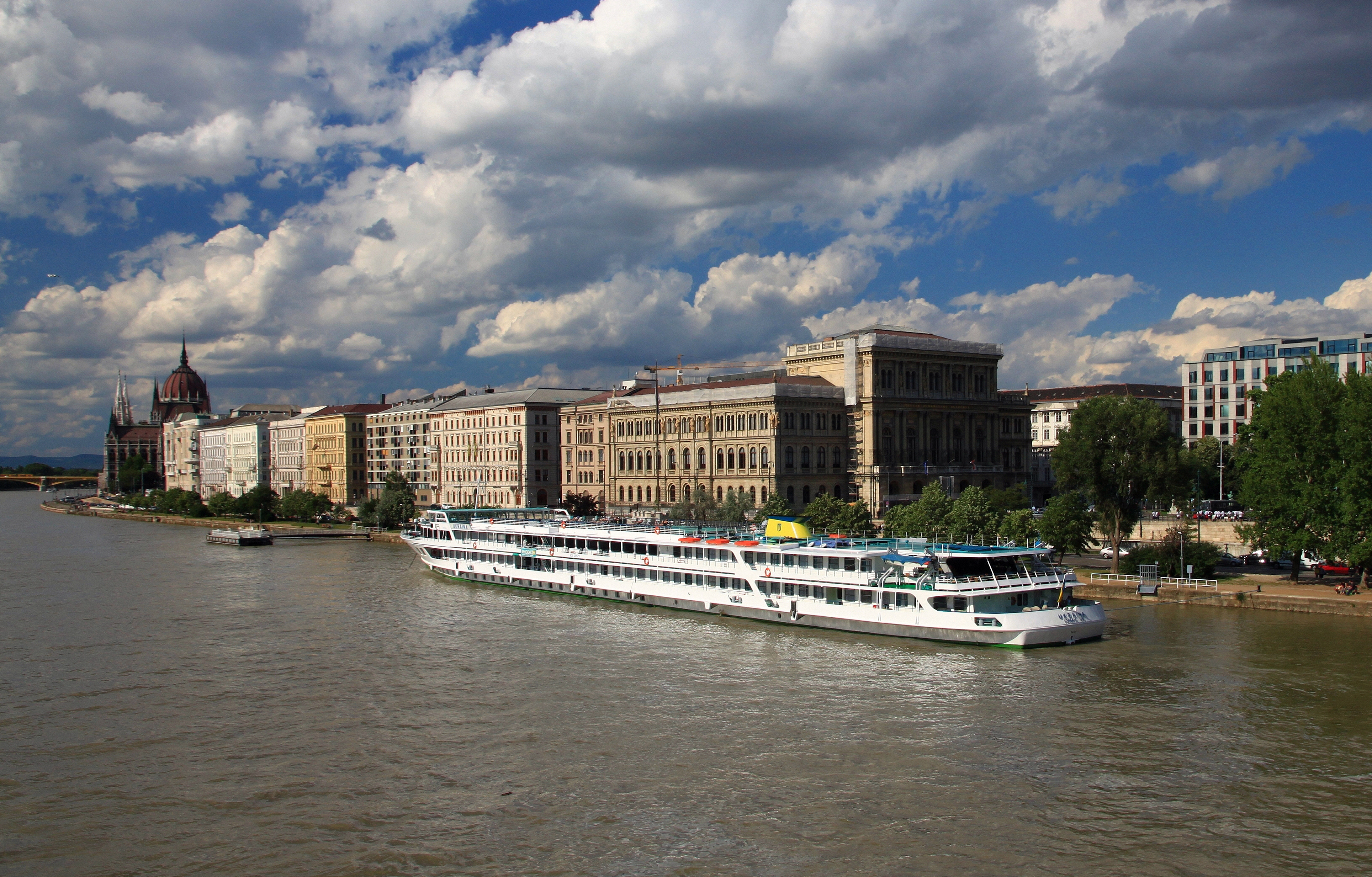
«Україна» в Будапеште — проект Q-053
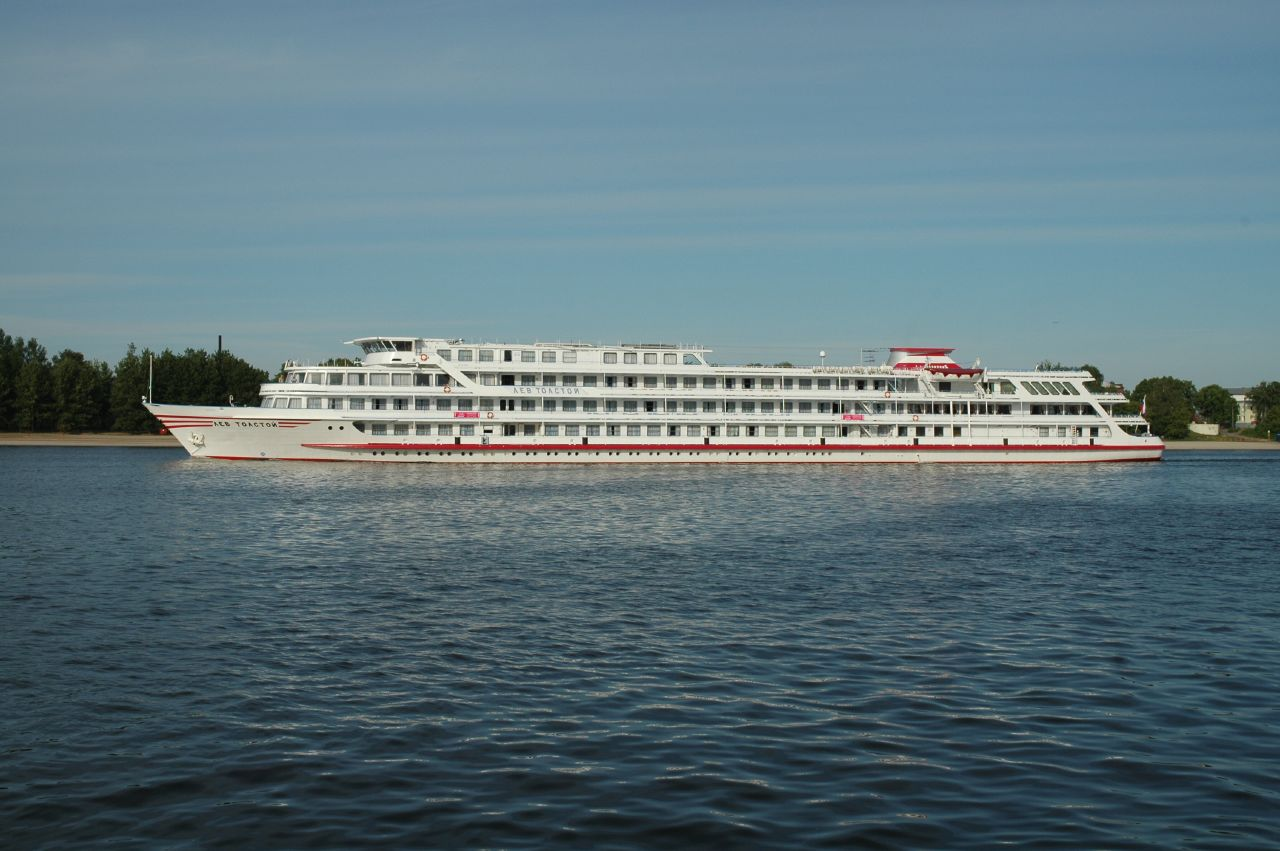
«Лев Толстой» на Волге
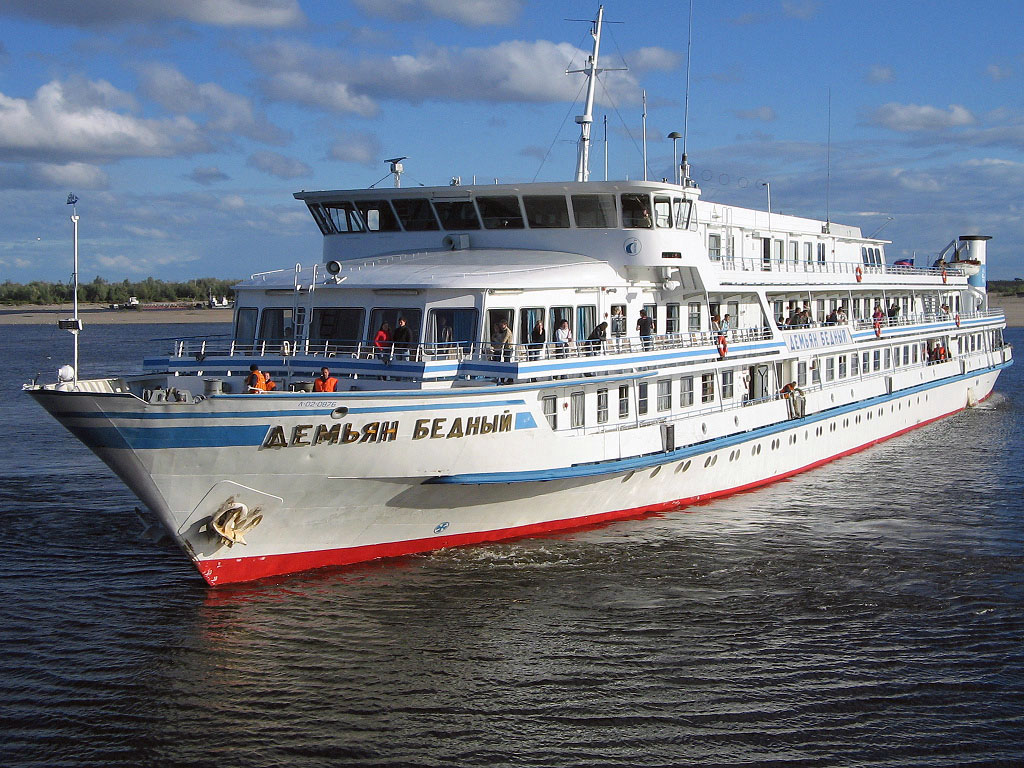
«Демьян Бедный» — проект Q-065
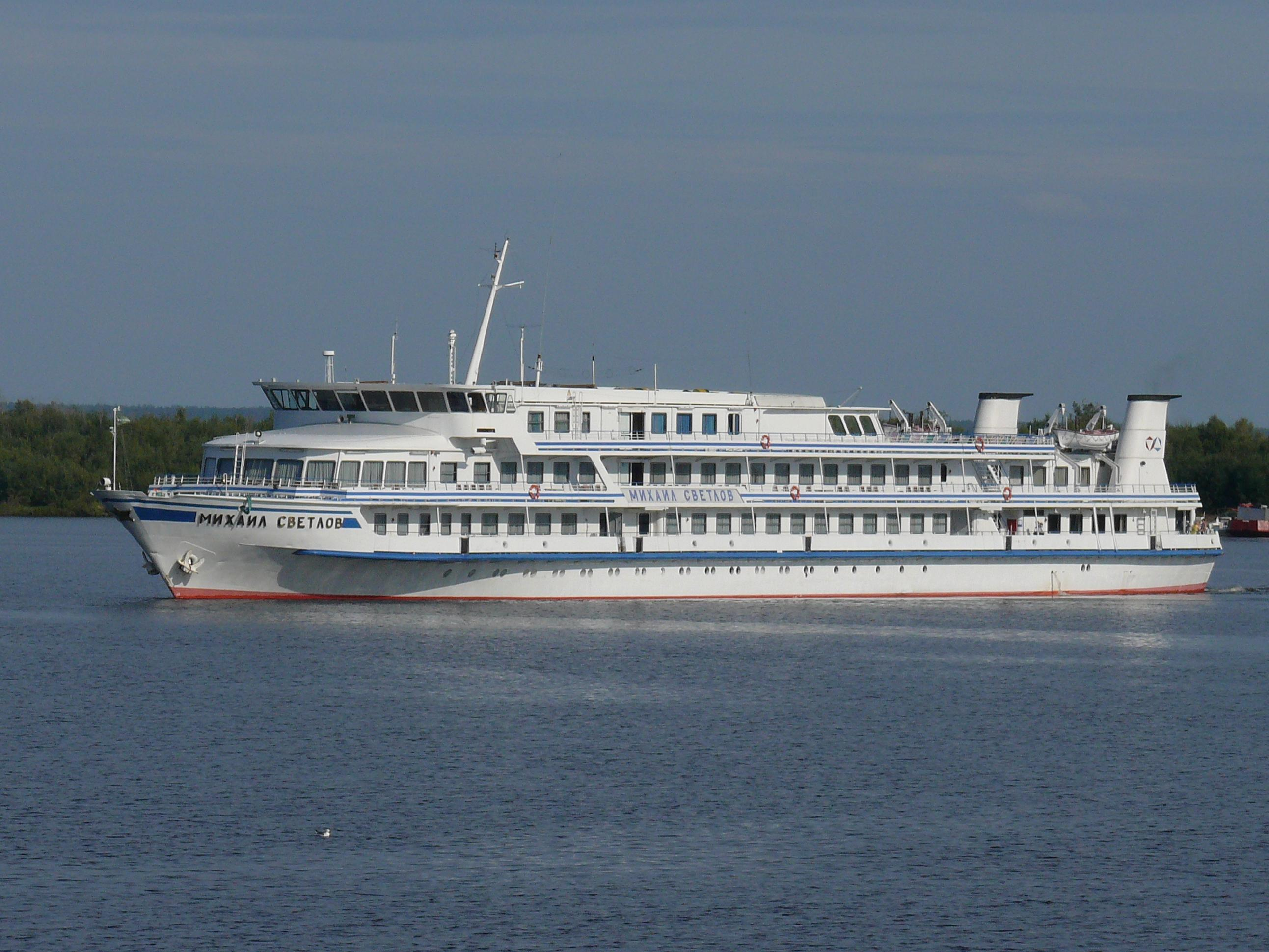
«Михаил Светлов» — проект Q-065
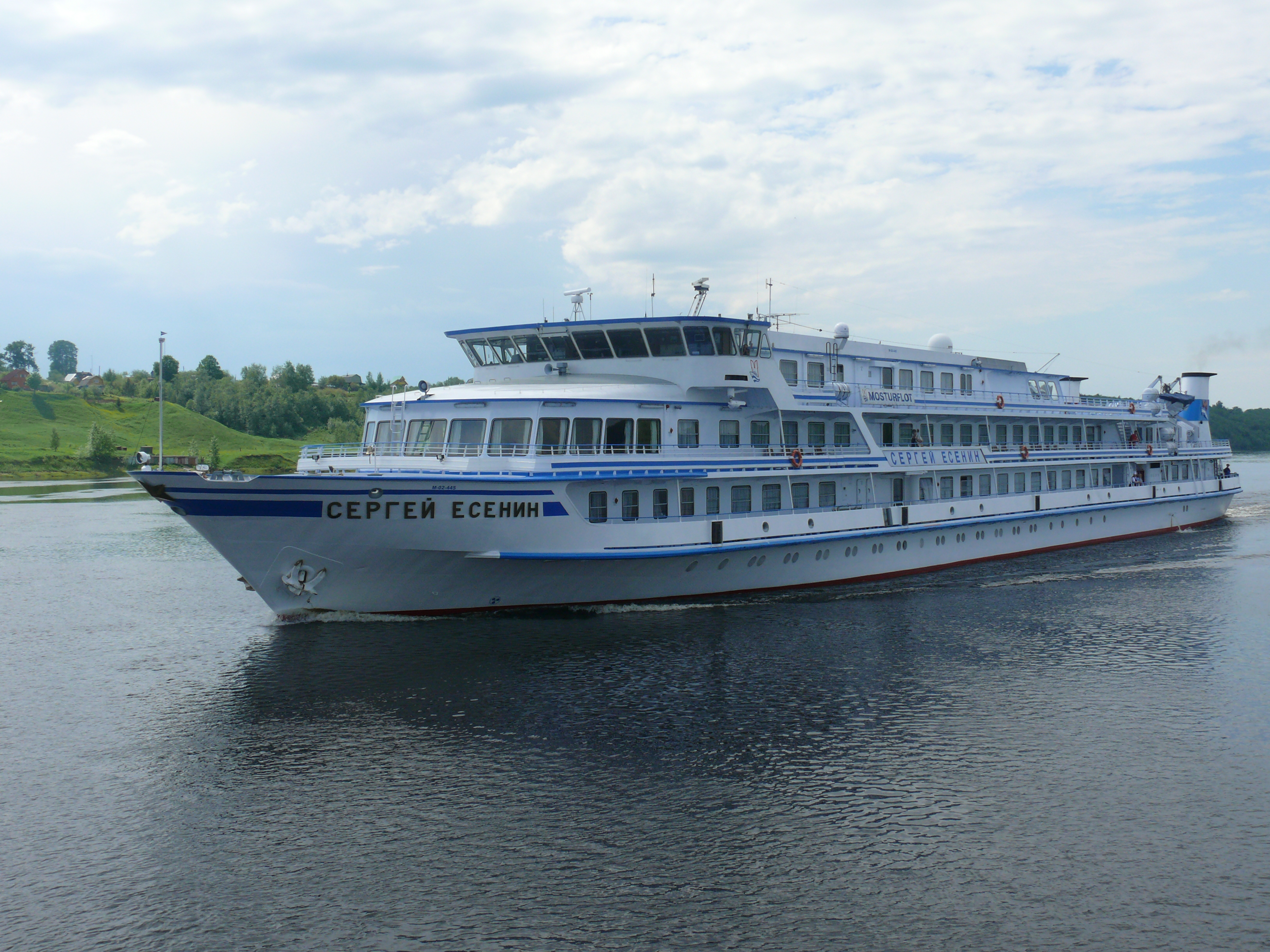
«Сергей Есенин» на Волге — проект Q-065
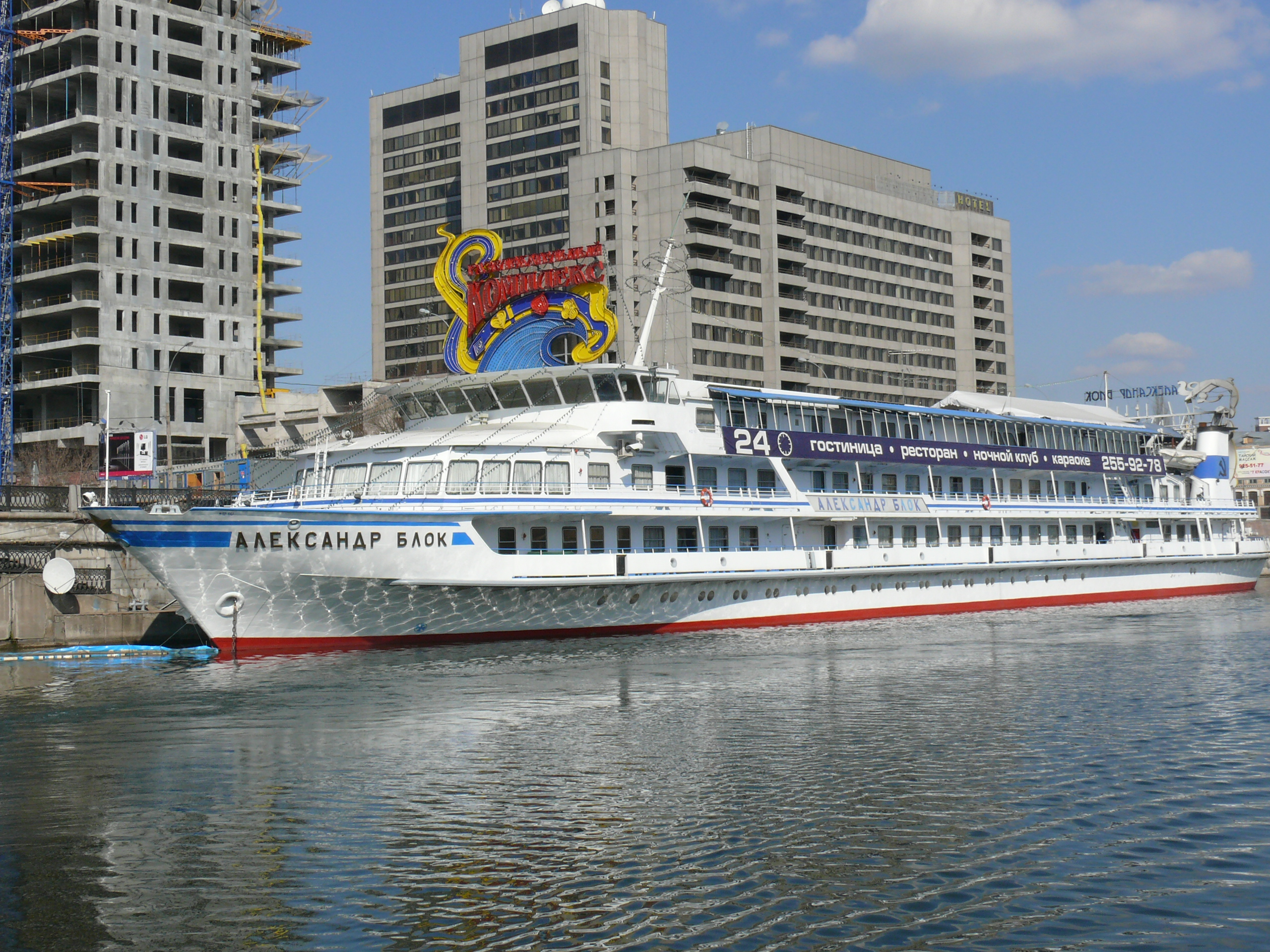
«Александр Блок» на Москве-реке — проект Q-065
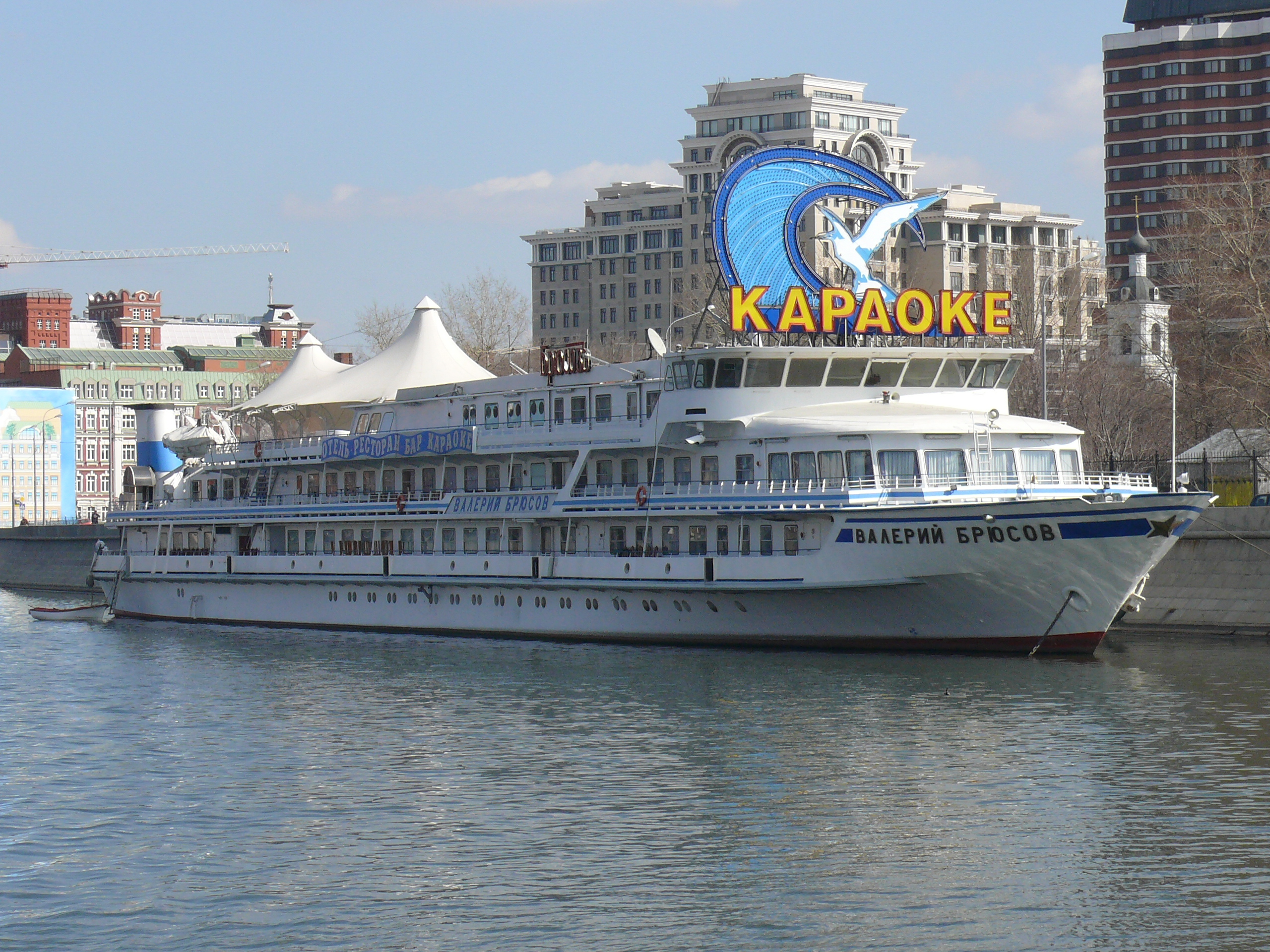
«Валерий Брюсов» на Москве-реке — проект Q-065